# 879
879 (DCCCLXXIX) a fost un an obișnuit al calendarului roman.

## Nașteri
- 17 septembrie: Carol al III-lea al Franței (d. 929)

## Decese
- 10 aprilie: Ludovic al II-lea al Franței, 32 ani, rege al Franței (877-879), conte de Autun (866-867), rege al Aquitaniei (867-879), (n. 846)

- Constantin (n. Symbatios), 23 ani, prinț bizantin, numit co-împărat în 869 (n. 855)
- Landulf al II-lea de Capua, 53 ani, episcop și, conte longobard de Capua (863-866 și 871-879), (n. 825)

- Suppo al II-lea de Spoleto, duce de Spoleto din anul 871 (n. ?)